# فريسير إيرد
فريسير إيرد (2 فبراير 1995 بتورونتو في كندا - ) هو لاعب كرة قدم كندي في مركز الوسط. شارك مع منتخب اسكتلندا تحت 17 سنة لكرة القدم ومنتخب اسكتلندا تحت 19 سنة لكرة القدم ومنتخب كندا لكرة القدم. أما مع النوادي، فقد لعب مع فانكوفر وايتكابس ونادي رينجرز.

## وصلات خارجية
- فريسير إيرد على موقع الاتحاد الأوربي (الإنجليزية)
- فريسير إيرد على موقع الدوري الأمريكي (الإنجليزية)
- فريسير إيرد على موقع قاعدة بيانات كرة القدم.إي يو (الإنجليزية)
- فريسير إيرد على موقع ناشيونال فوتبول تيمز (الإنجليزية)
- فريسير إيرد على موقع Soccerbase.com (لاعب) (الإنجليزية)
- فريسير إيرد على موقع Soccerway.com (الإنجليزية)
- فريسير إيرد على موقع AS.com (الإسبانية)